# Теории транснационализации
Теории транснационализации — это группа теорий в области мировой экономики, объясняющих особенности появления и развития транснациональных корпораций (ТНК), а также закономерности осуществления этими корпорациями (компаниями) прямых иностранных инвестиций (ПИИ). Несмотря на значительные прямые иностранные инвестиции и большое количество осуществивших их ТНК уже в начале XX века, первые специальные концепции, объясняющие феномен ТНК, появились лишь в 1950-1960-х годах .
Дальнейшее развитие теорий транснационализации обеспечили несколько конкурирующих научных школ. Наибольшую известность получили эклектическая теория ПИИ британского ученого Дж. Даннинга, теория использования рыночной власти для транснационализации (школа С. Хаймера - Ч. Киндлебергера), теория жизненного цикла товара (создана в рамках Гарвардского проекта многонационального предприятия под руководством Р. Вернона), адаптированная японскими учеными К. Кодзима и Т. Озава под анализ ПИИ теория "летящих гусей", а также теория интернационализации фирмы Уппсальской школы (её лидер - шведский ученый Я. Юхансон) .
Все названные теории опираются главным образом на эмпирический материал ТНК развитых стран. Однако в настоящее время транснационализация охватила и многие развивающиеся страны. По сути, усиливается тенденция формирования полицентричного мира, где все возрастающую роль начинают играть ТНК развивающихся и постсоциалистических стран . Эти компании характеризуются своей спецификой осуществления ПИИ, которая часто сильно отличается от особенностей ПИИ компаний из США, Японии и Западной Европы. Соответственно основные усилия современных специалистов в области теорий транснационализации сосредоточены в сфере адекватного учета реалий новых участников транснационализации ,.